# Game Developers Conference
Game Developers Conference (forkortet GDC) er en årlig tilbagevendende konference om computerspil og udviklingen heraf. Konferencen er for fagfolk, idet den har fokus på læring, inspiration og networking. Siden 2005 har konferencen været afholdt fast i Moscone Center i San Francisco og har de seneste år haft over 18.000 deltagere.
Konferencen blev første gang afholdt i 1988 i San Jose, Californien under navnet Computer Game Developers Conference. Denne konference havde 27 deltagere, men allerede den næste udgave (der blev afholdt senere samme år) tiltrak omkring 150 deltagere. I årene der fulgte blev konferencen mere kendt, og deltagerantallet steg fortsat. Konferencen blev i den periode afholdt forskellige steder i Californien og tog i 1994 initiativ til dannelsen af International Game Developers Association.
I 1999 blev navnet det nuværende, og omkring samme tid blev konferencen vært for uddelingen af de årlige Game Developers Choice Awards. Efterhånden er der kommet flere parallelle konferencer, herunder en GDC Europa og en GDC Kina, der ligeledes afholdes årligt.